# Idoia Montón Gorostegui
Idoia Montón Gorostegui (San Sebastián, 24 de febrero de 1969)  es una artista vasca.

## Formación artística
Estudió pintura y escultura en la Facultad de Bellas Artes de la Universidad del País Vasco y en los talleres de Arteleku (1988-1991) impartidos, entre otros, por el pintor Bonifacio Alfonso y los escultores Ángel Bados y Juan Luis Moraza. En 1999 asiste a un seminario impartido por Guillermo Pérez Villalta en Bilbao-Arte.   

## Trayectoria y exposiciones
A pesar de que las primeras obras que realiza hay que situarlas en el campo del dibujo y la pintura, la escultura fue su medio artístico durante los años ochenta, una selección de su trabajo escultórico la presentó en Madrid en 1991, en la Galería Juana de Aizpuru (Aláez, Figari, Montón, Salaberría). Sin embargo, la tendencia natural hacia las formas planas le hace regresar a la práctica de la pintura, que será ya definitivo. Inicialmente, a través de papeles y plásticos recortados que le permiten plasmar grandes zonas homogéneas de color y adentrarse en el debate sobre la pintura ilusionista y la planitud (1991-92). 
Obtiene algunas becas y premios, y participa en varias exposiciones individuales y colectivas en Euskadi y en la Galería Buades de Madrid. La creciente atención a los medios pictóricos, en los espacios naturales y al análisis de algunos ejemplos clásicos hace que abandone las fuentes literarias de obras anteriores, representadas a manera de patrañas, parábolas y metáforas, para abordar la pintura desde el flujo de la vida personal y asumiendo el paso a un realismo que une el individual con el social, el particular con el universal, sin idealizar ni embellecer los asuntos cotidianos (Museo de San Telmo, Donostia, 1995). A partir de este momento, confronta cada obra con la situación en que se encarna incorporando episodios de su vida y de su entorno más inmediato, mientras explora varias técnicas y géneros –retratos, escenarios urbanos, interiores, bodegones, paisajes, paràfrasis...-, corroborando un talento especial tanto en cuanto al imaginario como la aptitud para combinar y simultanear los planes y analizar cuestiones espaciales (Charcutería, Galería Buades, Madrid, 1996; La cicatriz interior, Sala Alcalá 31, Comunidad de Madrid, 1996; Icónica, Museo Patio Herreriano, Valladolid, 2004). Y es que necesita transitar por territorios mutables, andar por vías discontinuas que se ramifiquen en nuevas variantes. En 2007 se traslada a Barcelona y se produce un nuevo cambio en sus planteamientos, en el sentido de depurar tanto la composición como el cromatismo, pasando a continuación a cartografiar un periodo de crisis en el espacio urbano de la ciudad (Halfhouse, Barcelona, 2012; Galería Alegría, Madrid, 2014; Programa Eremuak, Artium, Vitoria, 2014).